# Capinzal
Capinzal è un comune del Brasile nello Stato di Santa Catarina, parte della mesoregione dell'Oeste Catarinense e della microregione di Joaçaba.
L'agricoltura e l'allevamento hanno progressivamente lasciato spazio alle industrie 
meccanico/metallurgiche, in grande crescita. 
L'economia della cittadina può contare anche sui commerci e sul turismo ed avere quindi un saldo positivo che trova riscontro nei buoni servizi pubblici, sia nel campo dei trasporti che dell'educazione, con scuole che vanno dalla materna all'università.